# Сарытур
Сарытур (каз. Сарытұр) — село в Тюлькубасском районе Туркестанской области Казахстана. Входит в состав Акбийкского сельского округа. Код КАТО — 516033300.

## Население
В 1999 году население села составляло 347 человек (175 мужчин и 172 женщины). По данным переписи 2009 года, в селе проживало 356 человек (180 мужчин и 176 женщин).